# Spam Island
Spam Island ist eine kleine Insel, die zu den Phoenixinseln in der Republik Kiribati gehört.

## Geographie
Spam Island ist das weitaus kleinere der beiden Motus des Atolls Kanton und ist von der Hauptinsel Kanton nur durch den North Channel und den South Channel getrennt. Die kleine Insel ist leicht zum Inneren der Lagune hin versetzt und hat einen annähernd dreieckigen Grundriss.